# Kővár (Horvátország)
Kővár (horvátul: Kamengrad) egy várrom Horvátországban, a Pozsega-Szlavónia megyei Kamenski Vučjak település határában.

## Fekvése
A településtől keletre a Papuk-hegységben találhatók Kővár várának erdő borította jelentős romjai.

## Története
A vár építési ideje és építtetője ismeretlen. 1420-ban „Castrum Kwuar”, 1421-ben „Castrum Kew War”, 1475-ben „Castrum Kewar” néven szerepel a korabeli forrásokban. 1388-ig királyi vár, majd 1421-ig a Treutel családé, 1422-től 1437-ig az Alsániaké, 1437-től pedig a Thallóczyaké volt. 1498-ban a kővári uradalom a Szapolyai család birtokában volt. 1528-ban Ferdinánd király Hoberdanz Johannak adományozta, de ő ténylegesen nem vette birtokba, majd 1535-ben Tahy Ferencnek és Györgynek adta át. A 16. század közepén foglalta el a török, 35 lovas és 50 gyalogos őrsége volt. 1565-ben a vár Pozsegai szandzsák részeként a Kamenszkói náhije központja volt. Valószínűleg a török elleni felszabadító harcokban a 17. század végén pusztult el, 1702-ben már romosnak írják le.

## A vár mai állapota
Legrégibb része a belső vár, melynek magját egy U alakú palotaszárny képezhette, amit északon egy egyenes, vastag fal zárt le, közepén egy tekintélyes méretű kaputoronnyal. A kaputornyon máig láthatók az egykori felvonóhíd számára bevésett mélyedések és a kapu kőkeretének egy része. A belső vár helyiségeinek csak csekély maradványai láthatók. A belső várat erős fallal vették körül, melyet félkör alakú tornyok erősítettek. A keleti toronynál volt a vár vízellátását biztosító ciszterna. Minden félköríves tornyon lőrések láthatók. A várat mára annyira benőtte a növényzet, hogy alaprajza nehezen kivehető.